# 571-я отдельная армейская авиационная эскадрилья связи
571-я отдельная армейская авиационная эскадрилья связи она же отдельная армейская авиационная эскадрилья связи 22-й армии — авиационная воинская часть ВВС РККА в Великой Отечественной войне.

## Боевой путь
Отдельная армейская авиационная эскадрилья связи 22-й армии сформирована 6 марта 1943 года на базе 882-го армейского смешанного авиационного полка. На вооружении состояли самолеты У-2.
3 апреля 1943 года переименована в 571-ю отдельную армейскую авиационную эскадрилью связи.
Экипажи экадрильи выполняли ночные вылеты на бомбометание, дневные вылеты на разведку грунтовых и шоссейных дорог, на эвакуацию раненых,  на выбор и подготовку посадочных площадок и командных пунктов, вылеты на разбрасывание листовок и на связь между частями армии. При выполнении заданий командования отличились командир звена ст. лейтенант Н. П. Бурашников, штурманы звеньев мл. лейтенант В. В. Голубев, А. Д. Чекаленко и А. Я. Улусян, лётчики мл. лейтенант В. А. Ситников и старшина Н. Н. Агагулов, стрелок-бомбардир старшина В. В. Дорошенко.
17 июня 1944 года с боевого задания не вернулся экипаж старшины А. Н. Гераськина и старшины И. Ф. Петюх.
К концу сентября 1944 года эскадрилья выполнила 2700 боевых вылетов.
22 апреля 1945 года эскадрилья в составе 22-й армии выведена в Резерв Верховного Главнокомандования. Эскадрилья расформирована в августе 1945 года.

## Командование эскадрильи
- Командир эскадрильи:
  -  капитан, майор Генис Евгений Александрович
- Заместитель командира эскадрильи по политической части:
  -  майор Ермолаев Николай Порфирьевич
- Начальник штаба эскадрильи:
  -  лейтенант, старший лейтенант, капитан Булахович Пётр Михайлович
- Заместитель командира эскадрильи:
  -  капитан Дубровский Михаил Николаевич (с апреля 1944 г.)
- Штурман эскадрильи:
  -  лейтенант, старший лейтенант Якутов Николай Лукич
- Начальник химической службы эскадрильи:
  -  лейтенант Акбердин Харис Абдулович